# Peggiopsis irrorata
Peggiopsis irrorata är en insektsart som först beskrevs av Frederick Arthur Godfrey Muir 1917.  Peggiopsis irrorata ingår i släktet Peggiopsis och familjen Derbidae. Inga underarter finns listade i Catalogue of Life.